# Донгидон, Дугаржап Доржиевич
Донгидон, Дугаржап Доржиевич (1904—1938) — Первый секретарь Бурят-Монгольского обкома ВЛКСМ. С 1935—1938 года — нарком просвещения Бурят-Монгольской АССР.

## Биография
Дугаржап Доржиевич родился в селе Эдэрмэг Верхнеудинского уезда, Забайкальской области (ныне Кижингинского района Республики Бурятия). В семье крестьянина-середняка. Начальное образование получил в родном селе, продолжил учебу в гимназии Петровск-Забайкальский.
С 1923 включился в активную комсомольскую работу, 1923—1926 — секретарь райкома комсомола в Хоринске.
С 27 июля 1926 г. по 13 июня 1928 года — Первый секретарь Бурят-Монгольского обкома ВЛКСМ.
В воспоминаниях комсомольца 20-х годов, в частности Мункоева Н. И., Донгидон характеризуется как «человек большой души, имевший незаурядные организаторские способности и, работая в должности Наркома просвещения, снискал уважение среди учительства республики».
С 1928 года работает в аппарате Бурят-Монгольского обкома партии на должности заведующего сельхозотдела, затем заведующим отделом кадров обкома партии.
В начале 30-х годов был направлен на учебу в Москву, в КомВуз им. Свердлова, во время учебы в коммунистическом университете его направили на работу начальником политотдела совхоза, по окончании, которого был в 1935 году утвержден Наркомом Просвещения Бурят-Монгольской АССР.
В 1937 году за три месяца до ареста, ушел с должности Наркома Просвещения и стал директором Бургос Издательства (БурмонГиз).
В сентябре 1937 года был исключен из партии, через неделю арестован и заключен в одиночную камеру Центральной тюрьмы г. Улан-Удэ, где подвергался каждодневным допросам с пытками и издевательствами.
Одной из таких сцен глумления над достоинством человека описывает Прокопий Михайлович Шулунов в своих воспоминаниях «Что бы это никогда не повторилось». Описывается следующее: «Когда загремела наружная дверь, глянув в отверстие в двери, увидел, что ведут Донгидона, Наркома просвещения. Рядом с нами, у дверей темного карцера стали его избивать, находясь в подземелье в руках у бандитствующих элементов, он им крикнул: „Имейте в виду, что в Советском союзе безобразия можно творить только временно“», эти слова Донгидона оказались на самом деле пророческими. Он был обвинен в антисоветской контрреволюционной деятельности, был назван активным участником националистической панмонгольской организации, агентом японской разведки. На основании этих обвинений, Дугаржап Доржиевич Донгидон был приговорен к расстрелу 2 июня 1938 года. Из Москвы дали указание арестовать жен расстрелянных коммунистов. А в 1957 году был реабилитирован из-за отсутствия состава преступления.
Будучи Наркомом просвещения Бурятии (ныне Министр образования и науки) уделял большое внимание грамотности населения, а также внес большой вклад в развитие родного бурятского языка и всячески способствовал его продвижению в массы, как, например, в 1936 году, на последней лингвистической конференции под руководством Донгидона, Дампилона, Ербанова и Ванданова, был принят за основу литературного языка h-акающий восточно-бурят-монгольский диалект, которым пользуются и по сей день. (После ареста Дугаржапа Донгидона министром просвещения Бурятии поставили Бальбура Ивановича Мугдуева. Однако и он был арестован и впоследствии расстрелян).
После его гибели, супруга Софья Иннокентьевна Донгидон была в 1938 году также репрессирована как жена врага народа, выслана в Северный Казахстан, в Кустанай на 3 года как «социально опасный элемент». В 1991 году была реабилитирована. Их дети стали достойными людьми, несмотря на трудности детства, они получили высшее образование. Сын Найдан инженер-конструктор, после детдомов (детдома Улан-Удэ, Днепропетровск, Сталинград, Ташкент), закончил заочно Ташкентский политехнический пниверситет, а дочь Клара — языковед, кандидат филологических наук, доцент Бурятского государственного университета.